# 高體扁指鰧
高體扁指鰧（學名：Platygillellus altivelis），為輻鰭魚綱䲁形目指鰧科扁指鰧屬的一個種，分布於中東太平洋哥斯大黎加及巴拿馬海域，深度3至37公尺，本魚體細長，扁平，向尾部逐漸變細，頭粗壯，吻部寬圓，眼不在柄上，後有三角形乳突，上下唇有皮瓣，管狀鼻孔，背鰭起源於頸背，背鰭硬棘15-17枚、背鰭軟條15-17枚、臀鰭硬棘2枚、臀鰭軟條25枚，胸鰭條13-15枚，側線連續，在最後一根背棘下方向下彎曲，鱗片光滑，頭部和前鰓蓋骨裸露，胸鰭基部有鱗片，腹部沿中線有一窄帶鱗片，側線鱗片40枚，體側白色，側面中央有一對大的Y形黑色橫帶，頭部後方和尾鰭基部有2條較窄的黑色橫帶，體長可達4.4公分，棲息在有沙底質海域，以小魚及無脊椎動物為食，生活習性不明。